# Hellar Grabbi

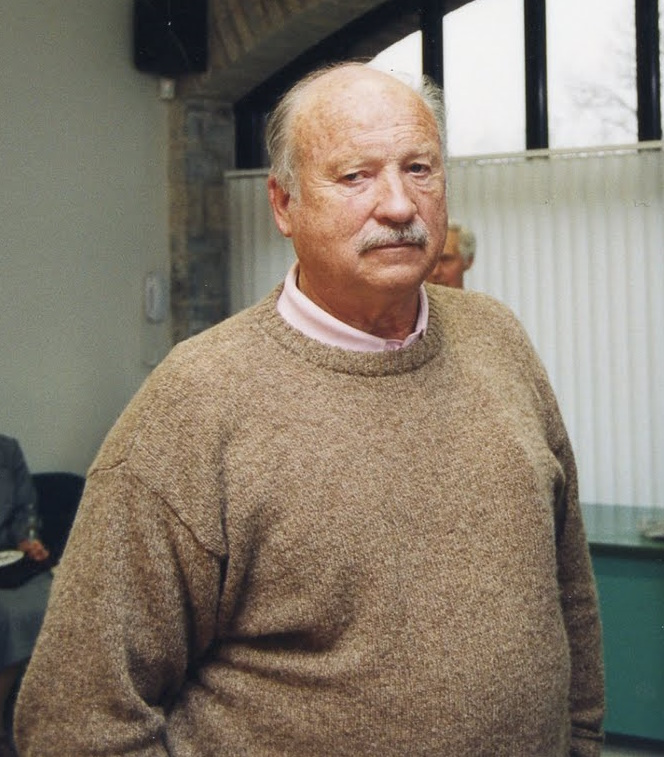
Hellar Grabbi (2001)

Hellar Grabbi (* 22. September 1929 in Tallinn; † 28. Juli 2018) war ein estnischer Literaturkritiker, Schriftsteller und politischer Journalist.

## Leben und Werk
Hellar Grabbi wurde als älterer Sohn des estnischen Militärs Herbert Felix Grabbi (1896–1942) geboren. Er floh 1944 vor der (zweiten) sowjetischen Besetzung Estlands nach Deutschland. Sein Vater war zwei Jahre zuvor von den Sowjets hingerichtet worden. 1949 ging er in die Vereinigten Staaten. 1959 schloss Grabbi an der Columbia University sein Studium ab.
Von 1959 bis 1967 war Hellar Grabbi an der Library of Congress in Washington, D.C. beschäftigt. Von 1974 bis 1992 war er bei Radio Free Europe/Radio Liberty als Redakteur und Kommentator für Politik und Kulturfragen angestellt. Er war eine der bekanntesten Stimmen der exilestnischen Gemeinde in den USA.
Von 1955 bis 1964 arbeitete Grabbi als Redaktionsmitglied der exilestnischen Zeitschrift Vaba Eesti („Das freie Estland“) und war ab 1965 Herausgeber der Zeitschrift Mana („Zauber“), die in Toronto erschien. Von 1965 bis 1999 stellte er estnische Literatur in der Zeitschrift Books Abroad/World Literature Today vor, deren Chefredakteur der Exileste Ivar Ivask war. Grabbi hat die Werke zahlreicher estnischer Schriftsteller im Ausland herausgegeben.
Hellar Grabbi war der Verfasser zahlreicher Beiträge zur zeitgenössischen Politik und Kultur Osteuropas. Unter anderem übersetzte er Milovan Đilas’ Die neue Klasse. Eine Analyse des kommunistischen Systems ins Estnische.

## Privatleben
Hellar Grabbi war mit Irja Grabbi (geb. Napp) verheiratet. Das Paar hatte zwei Söhne.

## Bücher von Hellar Grabbi (Auswahl)
- Vabal hääl. Mõtteid kahesajast eesti raamatust. (1997)
- Tulgu uus taevas. Mõtteid viiekümnest kirjanikust. (1999)
- Eestlaste maa (2004)
- Vabariigi laps (Memoiren, 2008)